# Of Human Hearts
Of Human Hearts é um filme norte-americano de 1938, do gênero drama, dirigido por Clarence Brown  e estrelado por Walter Huston e James Stewart.

## Sinopse

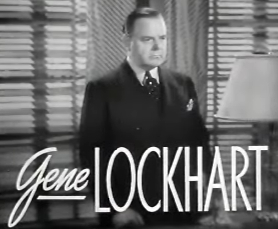
Nascido em London, no Canadá, em 1891, Gene Lockhart trabalhou no vaudeville e no teatro, como ator e autor. No cinema, especializou-se em papéis fortes e estava à vontade interpretando personagens tanto simpáticos quanto traiçoeiros. Faleceu em 1957, em Santa Mônica, Califórnia. Pai da atriz June Lockhart.

Estamos na época da Guerra Civil Americana. Jason Wilkins deseja estudar medicina, mas enfrenta a resistência do pai, pastor Ethan Wilkins, que cria a família na pobreza para servir de exemplo a seus paroquianos. Diante disso, a mãe, Mary Wilkins, usa parte do dote para financiar os estudos do filho. Jason vai para a Costa Leste e volta somente com a morte do pai. Em seguida, ele se alista no exército da União e sua mãe não tem mais notícias dele. Desesperada, ela escreve ao presidente Lincoln, que se prontifica a ver o que aconteceu com seu filho.

## Premiações
| Patrocinador                                  | Prêmio | Categoria                               | Situação  |
| --------------------------------------------- | ------ | --------------------------------------- | --------- |
| Academia de Artes e Ciências Cinematográficas | Oscar  | Melhor Atriz Coadjuvante (Beulah Bondi) | Indicado  |
| National Board of Review                      | NBR    | Dez Melhores Filmes de 1938             | Escolhido |

## Elenco
| Ator/Atriz           | Personagem             |
| -------------------- | ---------------------- |
| Walter Huston        | Ethan Wilkins          |
| James Stewart        | Jason Wilkins          |
| Beulah Bondi         | Mary Wilkins           |
| Guy Kibbee           | George Ames            |
| Charles Coburn       | Doutor Charles Shingle |
| John Carradine       | Presidente Lincoln     |
| Ann Rutherford       | Annie Hawks            |
| Charley Grapewin     | Jim Meeker             |
| Leona Roberts        | Irmã Clarke            |
| Gene Lockhart        | Quid                   |
| Clem Bevans          | Massey                 |
| Arthur Aylesworth    | Rufus Inchpin          |
| Gene Reynolds        | Jason Wilkins criança  |
| Leatrice Joy Gilbert | Annie Hawks criança    |
| Sterling Holloway    | Chauncey Ames          |